# Sagartia napensis
Sagartia napensis is een zeeanemonensoort uit de familie Sagartiidae. De anemoon komt uit het geslacht Sagartia. Sagartia napensis werd in 1856 voor het eerst wetenschappelijk beschreven door Stimpson. 